# Lemona (Zypern)
Lemona (griechisch Λεμώνα) ist eine Gemeinde im Bezirk Paphos in der Republik Zypern. Bei der Volkszählung im Jahr 2021 hatte sie 42 Einwohner.

## Name
Der Ortsname ist wahrscheinlich altgriechischen Ursprungs und kommt vom Wort leimon, was so viel wie „Wiese“ bedeutet.

## Lage und Umgebung

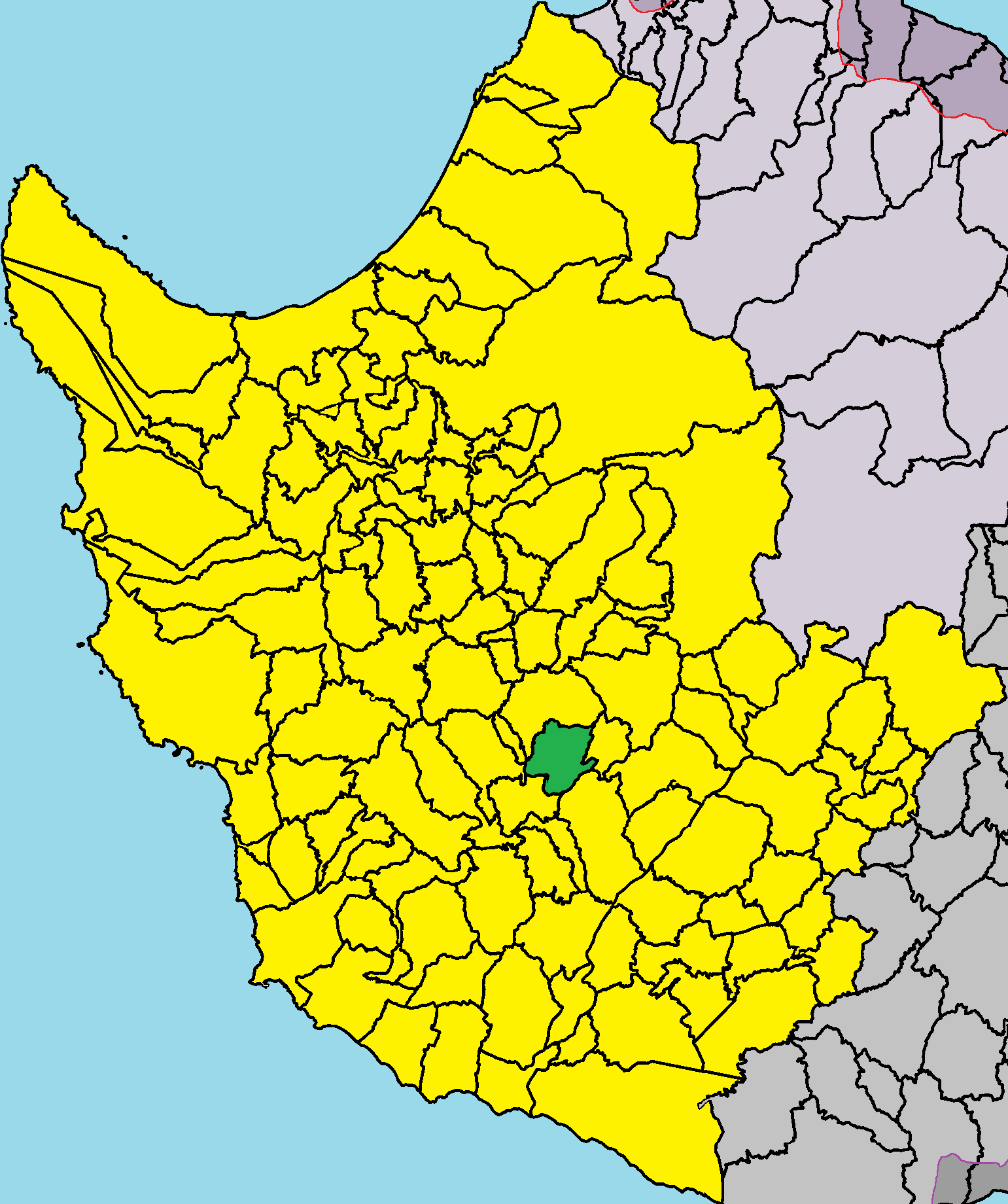
Lage im Bezirk Paphos

Lemona liegt im Westen der Mittelmeerinsel Zypern auf einer Höhe von etwa 300 Metern, etwa 25 Kilometer nordöstlich von Paphos, 76 Kilometer nordwestlich von Limassol und 131 Kilometer südwestlich von Nikosia. Das 7,56066 Quadratkilometer große Dorf grenzt im Norden an Choulou, im Osten an Falia, im Südosten an Amargeti, im Südwesten an Pitargou und im Westen an Letymvou und Kourdaka. Das Dorf kann über einen Abzweig der Straße F723 erreicht werden.
Aus geologischer Sicht wird das Gebiet vom Gips der Kalavasos-Formation, den Ablagerungen der Pachnas-Formation (Sandsteine, Mergel und Kreide) und den Ablagerungen der Nikosia-Formation (Kalksandsteine, Mergel und Geröll) dominiert. Die durchschnittliche jährliche Niederschlagsmenge beträgt etwa 630 Millimeter. In der Umgebung werden Weinreben, Mandeln, Obstbäume, Zitrusfrüchte, Süßkartoffeln, Tabak, Oliven, Zierpflanzen und einige Gemüsesorten angebaut.

## Geschichte
Das Dorf war bereits in der Antike bewohnt. Die Kirchenruinen zeugen von einer Besiedlung des Gebiets im Mittelalter. Laut Florios Voustronios war Lemona in der Frankenzeit ein Lehen. Als König Jakob II. 1460 (nach seiner Thronbesteigung) die Lehen neu verteilte wurde Lemona einer Adligen mit dem Namen Carolina/Karupina dʼArc übergeben.
Im Gemeindegebiet befindet sich eine bisher unerforschte archäologische Stätte.

### Bevölkerungsentwicklung
Die folgende Tabelle zeigt die Bevölkerung des Dorfes, wie sie in den in Zypern durchgeführten Volkszählungen erfasst wurde.
| Jahr      | 1881 | 1891 | 1901 | 1911 | 1921 | 1931 | 1946 | 1960 | 1976 | 1982 | 1992 | 2001 | 2011 | 2021 |
| Einwohner | 188  | 207  | 232  | 243  | 237  | 214  | 233  | 241  | 200  | 139  | 99   | 59   | 51   | 42   |